# Islev Station
Islev Station er en station på Frederikssundbanen, og er dermed en del af Københavns S-togs-netværk.
Trods sit navn ligger stationen ikke i Islev, men i Vanløse Sogn, Vanløse.

## Galleri
- Wikimedia Commons har flere filer relateret til Islev Station

- Linje C til Ballerup.
- Stationen er udformet med en enkelt midterperron.
- Venteskur på perronen.
- Overdækket område på perronen.
- Indenfor i stationsbygningen.
- Indgang fra Slotsherrensvej.

## Antal rejsende
Ifølge Østtællingen var udviklingen i antallet af dagligt afrejsende med S-tog:
| År   | Antal | År   | Antal | År   | Antal | År   | Antal |
| ---- | ----- | ---- | ----- | ---- | ----- | ---- | ----- |
| 1957 | 2.247 | 1974 | 1.657 | 1991 | 1.224 | 2001 | 1.030 |
| 1960 | 1.863 | 1975 | 1.404 | 1992 | 1.172 | 2002 | 1.086 |
| 1962 | 1.927 | 1977 | 1.301 | 1993 | 1.172 | 2003 | 1.012 |
| 1964 | 1.987 | 1979 | 1.455 | 1995 | 1.134 | 2004 | 1.008 |
| 1966 | 1.925 | 1981 | 1.594 | 1996 | 1.033 | 2005 | 960   |
| 1968 | 2.335 | 1984 | 1.487 | 1997 | 1.029 | 2006 | 1.066 |
| 1970 | 2.173 | 1987 | 1.248 | 1998 | 1.136 | 2007 | 1.017 |
| 1972 | 1.915 | 1990 | 1.359 | 2000 | 1.107 | 2008 | 1.040 |